# Drighlington
Drighlington /ˈdrɪɡlɪŋtən/ est une ville et une paroisse civile du district métropolitain de Leeds, dans le Yorkshire de l'Ouest, en Angleterre.

## Géographie
Historiquement, l'agglomération fait partie du West Riding of Yorkshire. La ville se trouve à 9 km au sud-ouest de Leeds et 6 km au sud-est de Bradford. Son nom est souvent raccourci en Drig. Sa population se monte à 5 528 habitants au recensement de 2011.

## Histoire
La voie romaine de York à Chester traverse l'agglomération et des parties bien rectilignes en sont encore visibles de Birkenshaw aux feux routiers du carrefour de Drighlington.

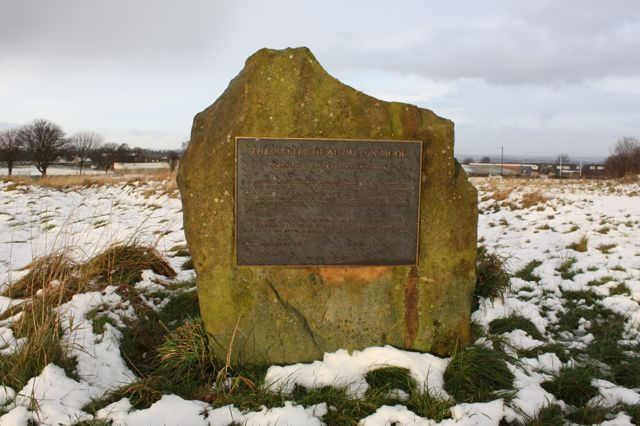
Plaque commémorative de la bataille d'Adwalton Moor.

La plus ancienne mention de la ville remonte au Domesday Book où elle figure sous le nom de Dreslintone,, son nom moderne dérive de cette appellation.
En 1576, la reine Élisabeth Ire autorise James Brooke à tenir un marché chaque second mardi du mois et deux foires aux bestiaux annuelles, à l'emplacement de la White Hart Public House (aujourd'hui démolie).
La ville est aussi l'endroit où a eu lieu la bataille d'Adwalton Moor, le 30 juin 1643, au cours de la première guerre civile anglaise entre Charles Ier et les parlementaires. L'armée royaliste, sous le commandement du comte de Newcastle bat les parlementaires commandés par Ferdinando Fairfax et son fils Thomas. Quatre plaques commémoratives décrivent les combats et un panneau d'informations se trouve sur le mur de l'hôtel de ville.
James Margetson, natif de Drighlington, y fonde une grammar school en 1678. L'édifice est remplacé en 1875 par un internat, le Drighlington Board School.
L'église Saint-Paul est construite en 1878, sa première pierre est posée par le Lord of the Manor, le 9 septembre 1876.

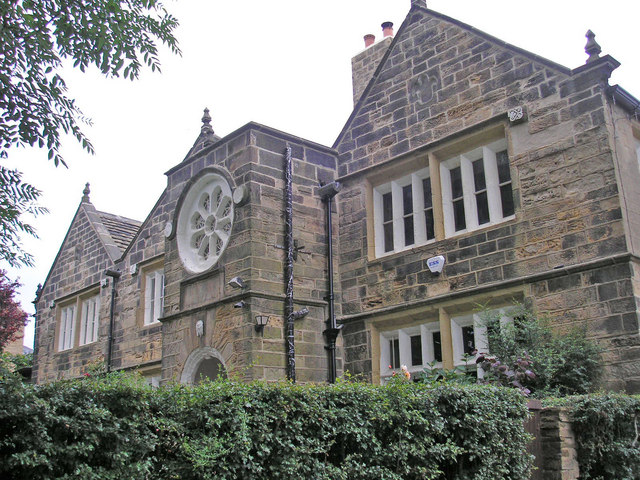
Lumb Hall, construit pour la famille Brookes en 1640.
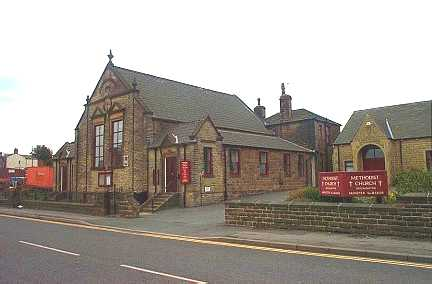
Église méthodiste, en 2000.
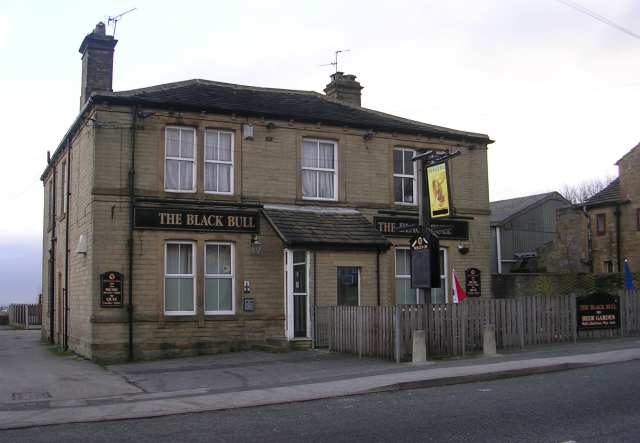
Black Bull public house, 2008.
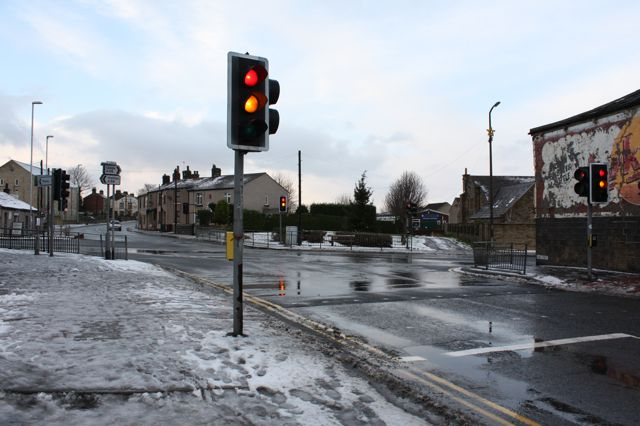
Carrefour de Drighlington, 2008.

## Enseignement
La localité n'a qu'une école : Drighlington Primary School.
Il n'y a pas de collège à Drighlington. 
Trois établissements d'enseignement secondaire sont situés dans le secteur de  Morley et un près de Farnley ; ce sont tous des comprehensive schools.